# Chiłgantuj
Chiłgantuj (ros. Хилгантуй) – wieś (ułus) w Rosji, w Buriacji, w rejonie kiachtyńskim. W 2010 liczyła 161 mieszkańców.